# Sicko

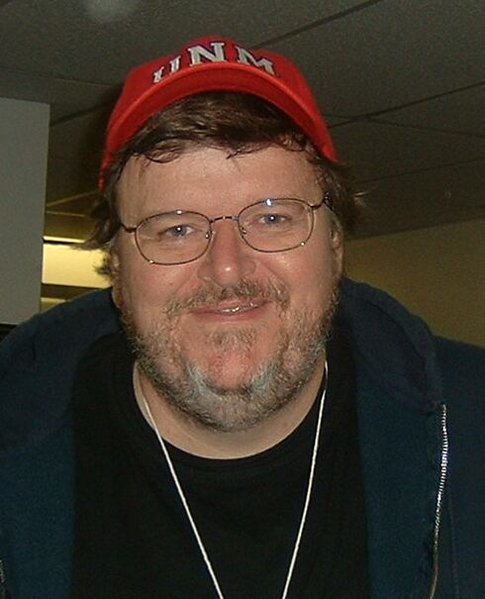
Michael Moore

SiCKO és un documental polític dirigit per Michael Moore, estrenat 29 de juny del 2007. Tracta sobre l'atenció sanitària als Estats Units, concentrant-se en la indústria farmacèutica i en la corrupció de la Food and Drug Administration (FDA), l'agència governamental dedicada a regular, entre d'altres, aliments i medicaments.
A través del seu bloc, Moore va demanar "històries de terror sobre l'atenció sanitària" a les persones que compartissin el seu punt de vista sobre el tema.
S'ha fet públic que per il·lustrar el documental Moore va dur a Cuba diverses persones que emmalaltiren mentre participaven en les tasques de rescat dels atemptats de l'11-S, amb la intenció d'esbrinar si rebrien una millor assistència mèdica que al seu propi país. Això li ha costat una investigació oficial, ja que els ciutadans nord-americans tenen prohibit comerciar a Cuba o amb Cuba.